# Disa thodei
Disa thodei är en orkidéart som beskrevs av Rudolf Schlechter och Friedrich Fritz Wilhelm Ludwig Kraenzlin. Disa thodei ingår i släktet Disa och familjen orkidéer. Inga underarter finns listade i Catalogue of Life.